# Jacques d'Arthois

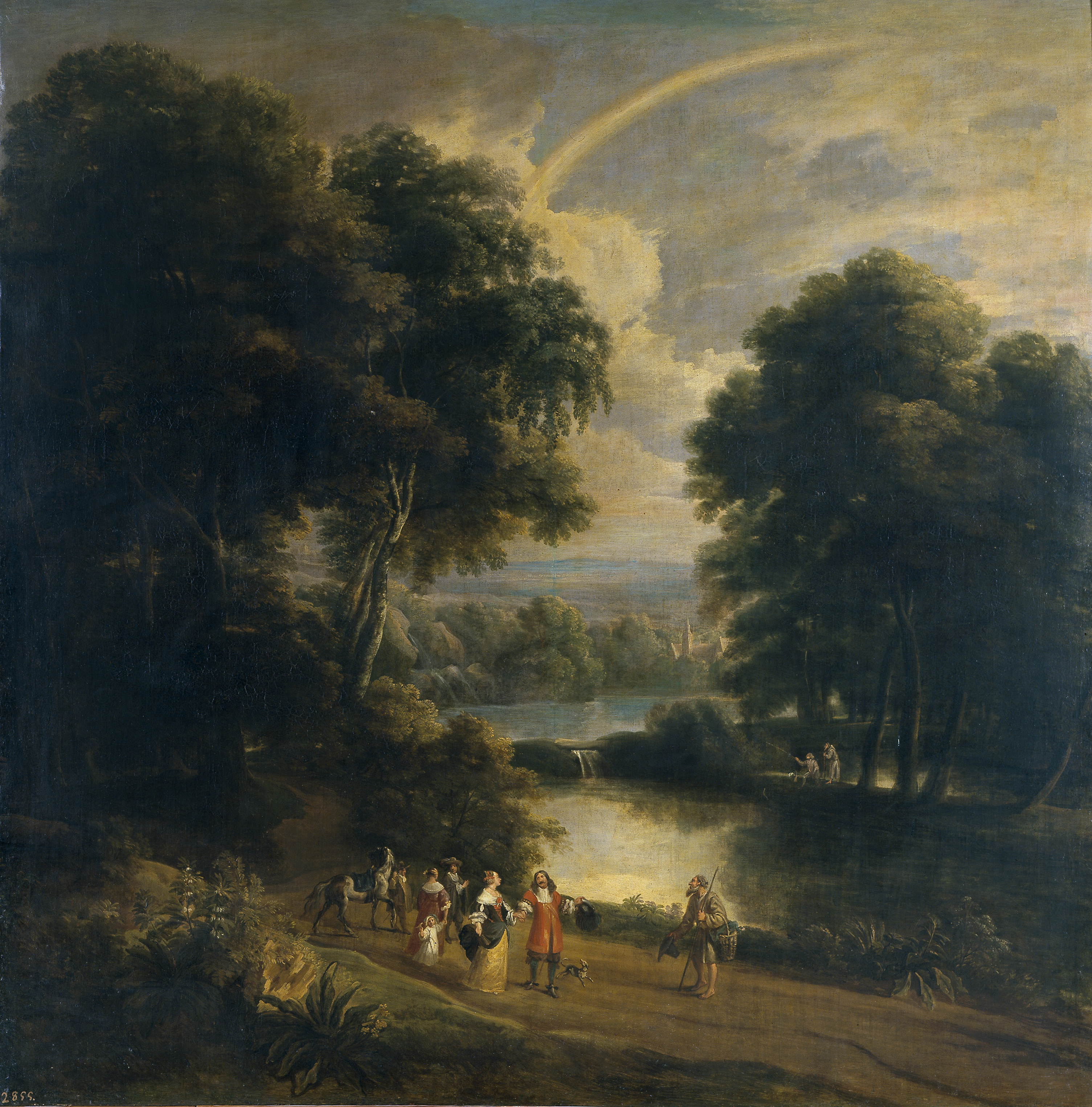
Paseo a la orilla de un río, óleo sobre lienzo, 245 x 242 cm, Madrid, Museo del Prado, procedente de la colección real, inventariado en 1701 en el Palacio del Buen Retiro con otros paisajes de Arthois.

Jacques d'Arthois (Bruselas 1613–1686) fue un pintor barroco flamenco especializado en la pintura de paisajes.

## Biografía
Nacido en Bruselas, fue bautizado el 12 de octubre de 1613. En enero de 1625 entró como aprendiz en el taller de Jan Mertens y en 1634 ingresó como maestro en el gremio de San Lucas de su ciudad natal. Entre sus numerosos discípulos se encuentra su propio hijo, Jean Baptiste. Con sus paisajes alcanzó notable éxito e influencia en la ciudad de Bruselas, de la que fue nombrado en 1656 pintor «público» de los cartones para tapices, si bien, como era habitual, contó con la ayuda de otros pintores que le hacían las figuras, principalmente David Teniers II.
Su punto de partida son los paisajes de Gillis van Coninxloo y Paul Brill, tomando como referencia el bosque de Soignes de modo semejante a como lo hacía su contemporáneo Lodewijk de Vadder, pero Arthois, en paralelo a Ruisdael, concibió sus paisajes, generalmente de gran tamaño, con un dinamismo y monumentalidad plenamente barrocos, en lo que se ha visto también el conocimiento de la obra de Rubens.
El Museo del Prado es propietario de un importante conjunto de sus obras, procedente de la colección real, aunque varias de ellas se encuentran depositadas en otras instituciones, como el Museo de Bellas Artes de Granada que conserva un par. También está presente en la Real Academia de Bellas Artes de San Fernando que conserva un Paisaje con  un cazador, adquirido en 1781 en la almoneda del príncipe Pío, junto con otros cuatro bodegones de Frans Snyders, Pieter Boel y Adriaen van Utrecht.